# ECW Anarchy Rulz
Pour les articles homonymes, voir Anarchy Rulz.
ECW Anarchy Rulz était une manifestation télédiffusée de catch visible uniquement en paiement à la séance produite par la Extreme Championship Wrestling. C'était aussi la base d'un jeu vidéo sur l'ECW de Acclaim.

## Résultats

### 1999
Anarchy Rulz 1999 s'est déroulé le 19 septembre 1999 au Odeum Expo Center de Villa Park, Illinois.
- Lance Storm def. Jerry Lynn(16:38)
  - Storm a effectué le tombé sur Lynn.
- Jazz def. The Prodigy(0:58)
  - Prodigy était disqualifié.
- Nova et Chris Chetti ont combattu Simon Diamond et Tony DeVito pour un match nul (3:52)
- Yoshihiro Tajiri def. Super Crazy et Little Guido dans un Three-Way Dance(14:38)
  - Crazy a effectué le tombé sur Guido(9:18)
  - Tajiri a effectué le tombé sur Crazy(14:38)
- Justin Credible def. Sabu(14:06)
  - Credible a effectué le tombé sur Sabu.
- Mike Awesome def. Masato Tanaka et Taz (c) dans un Three-Way Dance pour remporter le ECW World Heavyweight Championship(13:48)
  - Awesome et Tanaka ont effectué le tombé sur Taz(2:01)
  - Awesome a effectué le tombé sur Tanaka(13:48)
- Tommy Dreamer et Raven def. Steve Corino et Rhino pour conserver le ECW Tag Team Championship(3:24)
  - Dreamer a effectué le tombé sur Corino et Raven sur Rhino.
- Rob Van Dam def. Balls Mahoney pour conserver le ECW World Television Championship(19:39)
  - Van Dam a effectué le tombé sur Mahoney.
  - L'adversaire d'origine de Van Dam était Johnny Smith qui était tabassé par Mahoney, Axl Rotten, et Spike Dudley avant le match.

### 2000
Anarchy Rulz 2000 s'est déroulé le 1er octobre 2000 au Roy Wilkins Auditorium de Saint Paul, Minnesota.
- Dark match : Nova def. Bilvis Wesley
  - Nova a effectué le tombé sur Wesley.
- Danny Doring et Amish Roadkill def. Christian York et Joey Matthews(7:14)
  - Doring a effectué le tombé sur York.
- Kid Kash def. EZ Money (w/Julio Dinero et Chris Hamrick)(9:39)
  - Kash a effectué le tombé sur Money avec un Hurricanrana.
- Joel Gertner def. Cyrus(2:34)
  - Gertner a effectué le tombé sur Cyrus avec un Schoolboy.
- Da Baldies (Angel et Tony DeVito) def. Balls Mahoney et Chilly Willy(7:39)
  - Angel et DeVito ont effectué le tombé sur Mahoney et Willy simultanément après les avoir frappés avec des chaises.
- Steve Corino (w/Jack Victory) def. C.W. Anderson(12:47)
  - Corino a effectué le tombé sur Anderson après un Old School Expulsion pour devenir aspirant numéro un au ECW World Heavyweight Championship.
- The F.B.I. (Little Guido et Tony Mamaluke) (w/Sal E. Graziano) def. Yoshihiro Tajiri et Mikey Whipwreck (w/The Sinister Minister) pour conserver le ECW Tag Team Championship (8:38)
  - Guido a effectué le tombé sur Whipwreck.
- Rhino def. Rob Van Dam (w/Bill Alfonso) pour conserver le ECW World Television Championship(12:41)
  - Rhino a effectué le tombé sur Van Dam après un Piledriver sur une chaise.
- Jerry Lynn def. Justin Credible pour remporter le ECW World Heavyweight Championship (19:36)
  - Lynn a effectué le tombé sur Credible après un That's Incredible!.